# Корбі (Брашов)
Корбі (рум. Corbi) — село у повіті Брашов в Румунії. Входить до складу комуни Уча.
Село розташоване на відстані 185 км на північний захід від Бухареста, 72 км на захід від Брашова, 139 км на південний схід від Клуж-Напоки.

## Населення
За даними перепису населення 2002 року у селі проживали 153 особи. Рідною мовою 152 особи (99,3%) назвали румунську.
Національний склад населення села:
| Національність | Кількість осіб | Відсоток |
| -------------- | -------------- | -------- |
| румуни         | 145            | 94,8%    |
| цигани         | 7              | 4,6%     |